# Warcraft: Of Blood and Honor
Warcraft: Of Blood and Honor este primul roman care are loc în universul Warcraft creat de Blizzard Entertainment. Cartea este scrisă de co-autorul seriei Chris Metzen și a fost lansată în format e-book. A fost ulterior adăugată în colecția tipărită The Warcraft Archive. Warcraft: Of Blood and Honor prezintă povestea lui Tirion Fordring, un paladin care face un pact de onoare cu un orc numit Eitrigg care l-a salvat de la strivirea sub un turn în colaps. În cele din urmă face totul ca să-și păstreze onoarea  și, pentru că este exilat, Eitrigg este preluat de către orci. 

## Legături externe
- Of Blood and Honor la Wowpedia, un site wiki pentru seria Warcraft